# Jadranska Magistrala
La Jadranska Magistrala (in italiano: Strada Maestra Adriatica) è una strada che costeggia buona parte della costa orientale del mar Adriatico, appartenente alla strada europea E65. La strada si estende per la maggior parte in Croazia (dove è classificata D8) e passa per pochi chilometri anche attraverso Bosnia ed Erzegovina e Montenegro. Si tratta di una strada a due corsie per quasi tutta la sua lunghezza, con l'eccezione di una breve superstrada tra Castelli e Spalato; spesso il percorso stretto e tortuoso la rende pericolosa.

## Percorso

### Tratto croato

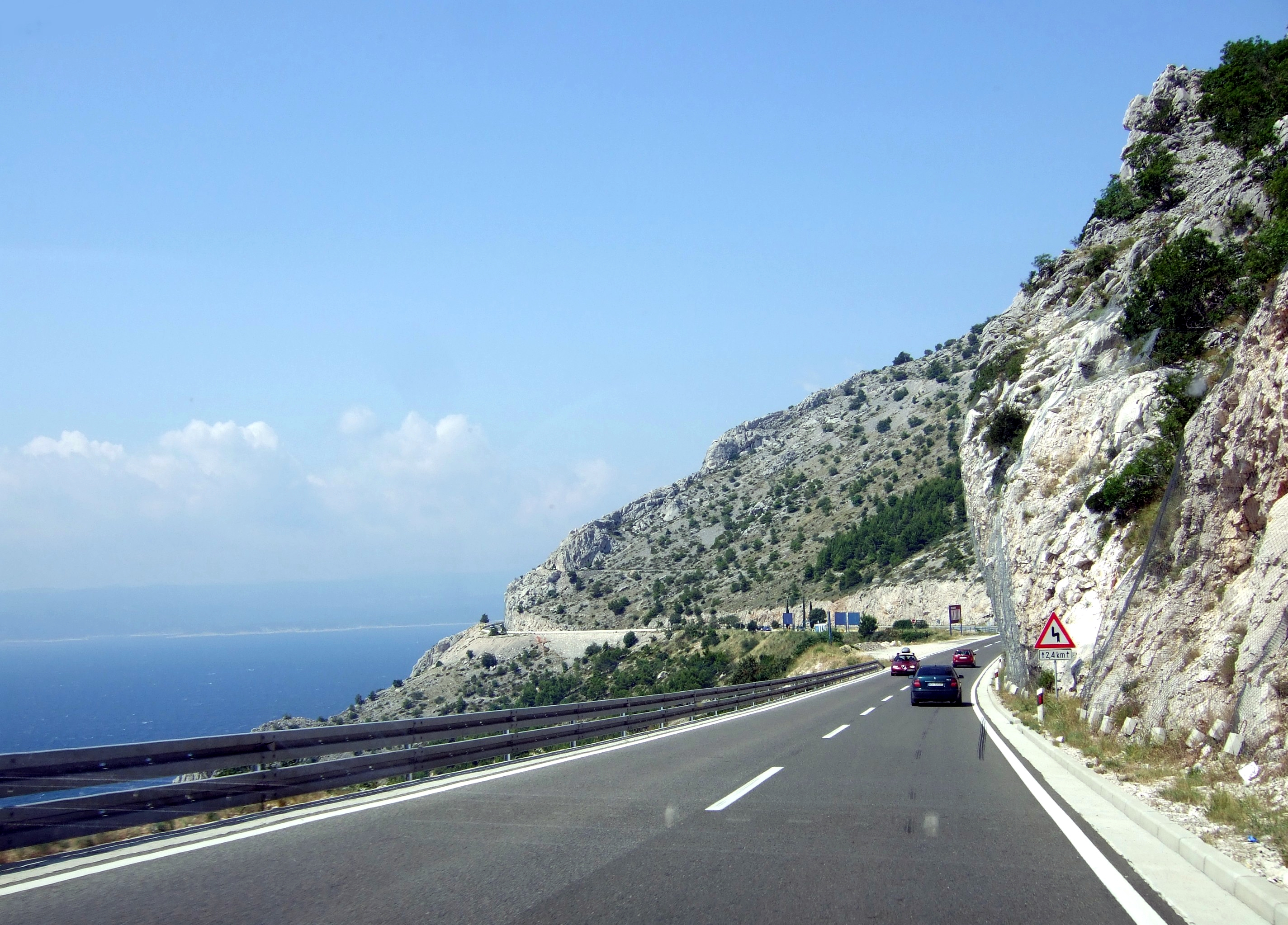
La Jadranska Magistrala tra Almissa e Spalato

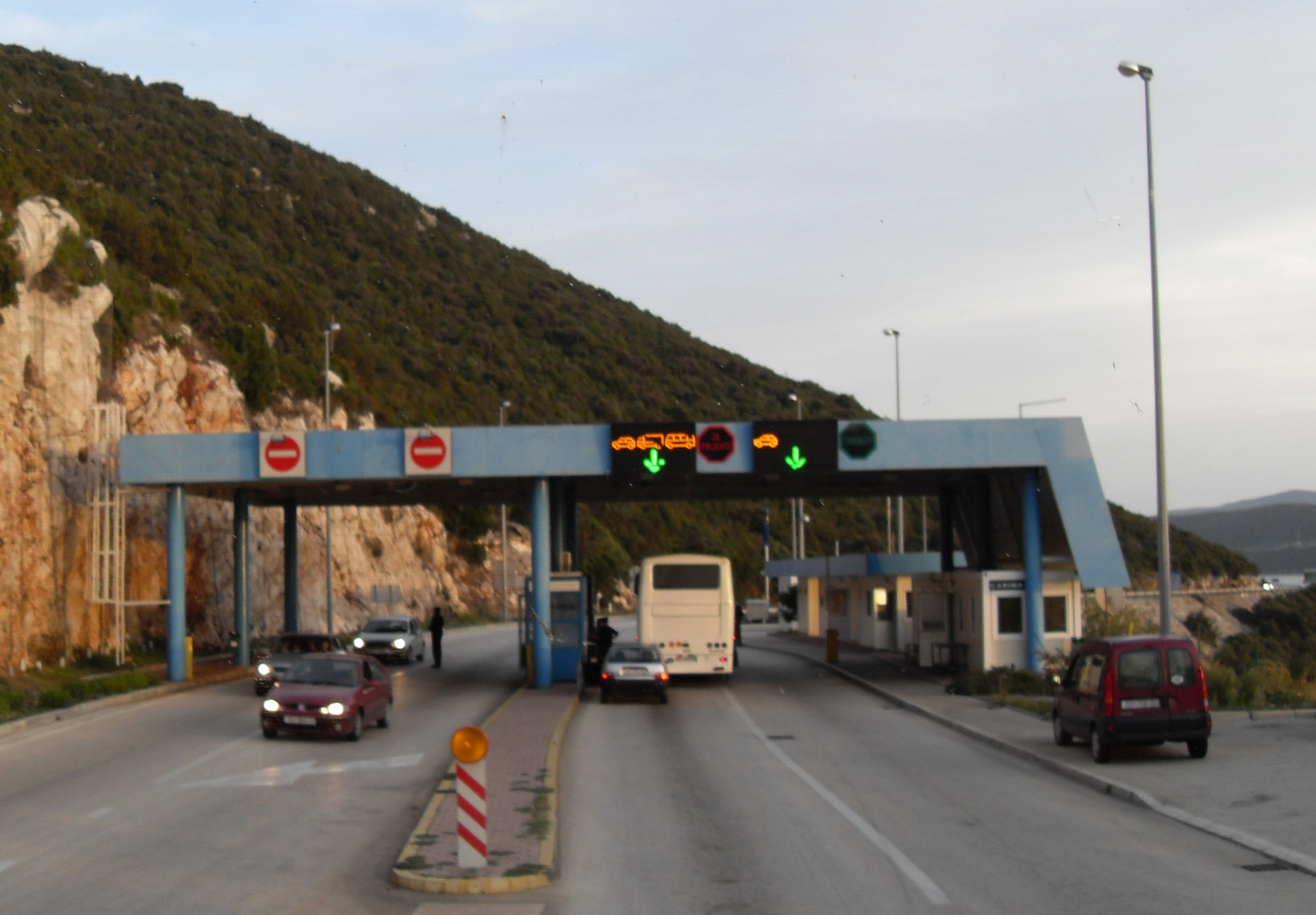
Confine con la Bosnia ed Erzegovina a nord di Neum

In Croazia, la strada assume la classificazione di D8 (in croato: državna cesta 8) e si estende dal confine con la Slovenia a quello con il Montenegro, per un totale di 643,1 km. I principali centri che attraversa sono:
- Fiume (Rijeka)
- Segna (Senj)
- Zara (Zadar)
- Sebenico (Sibenik)
- Traù (Trogir)
- Spalato (Split)
- Almissa (Omiš)
- Macarsca (Makarska)
- Ragusa (Dubrovnik)

Dal momento che l'autostrada A1 termina a Ravča, circa 30 km a nord-ovest di Porto Tolero, gli automobilisti diretti verso sud in genere utilizzano la Jadranska Magistrala, che dopo circa 30 km passa per pochi chilometri nella striscia di territorio bosniaco e poi riprende ad estendersi in territorio croato, fino al confine col Montenegro.

### Tratto bosniaco
La strada attraversa per un brevissimo tratto il territorio bosniaco: si tratta dell'unico sbocco sul mare della Bosnia ed Erzegovina, dove sorge la cittadina di Neum. Tuttavia la Croazia nel 2022 ha inaugurato un ponte tra la costa dalmata e la prospiciente penisola di Sabbioncello per stabilire un collegamento nazionale con l'exclave della Dalmazia meridionale, senza l'attraversamento della Bosnia. Questo ponte però, secondo l'opinione pubblica bosniaca, le impedirebbe il libero sbocco sul mare aperto, in quanto chiuderebbe la sua fascia marittima. Quindi la Bosnia ed Erzegovina ha minacciato di ricorrere in tribunale.

### Tratto montenegrino
La Jadranska Magistrala prosegue il suo percorso costeggiando le Bocche di Cattaro, passando per la stessa cittadina di Cattaro e, dopo un tratto interno di circa 20 km ritorna sulla costa adriatica a Budua; da lì prosegue per circa altri 20 km costeggiando il mare per terminare a Castellastua, da dove la E 65 prosegue verso Podgorica, la capitale del Montenegro che dista 60 km dalla costa.